# Like a Rolling Stone
Like a Rolling Stone – piosenka autorstwa Boba Dylana wydana w 1965 na albumie Highway 61 Revisited. W 2004 utwór został sklasyfikowany na 1. miejscu listy 500. utworów wszech czasów magazynu „Rolling Stone”.
Pierwsze nagrania piosenki odbyły się w dniach 15 i 16 czerwca 1965 roku. W nagraniu brali udział tacy muzycy jak Mike Bloomfield (gitarzysta) oraz Al Kooper (gitarzysta – podczas sesji grał na organach i spóźniał się o 1/16 z akordami, co przypadło Dylanowi do gustu, i jest cechą charakterystyczną każdego wykonania piosenki).

## Interpretacje
W zasadzie możliwe są różne interpretacje tekstu. Jedna z popularniejszych jest taka, że piosenka opowiada o kobiecie, która wychowała się w luksusie, chodziła do dobrych szkół, ale nie potrafiła poradzić sobie z życiem i popadła w nałóg narkotykowy. Możliwe, że bohaterka utworu jest w jakimś stopniu wzorowana na postaci Edie Sedgwick, aktorki powiązanej ze środowiskiem Andy’ego Warhola. W tej interpretacji słowa ‘Napoleon w łachmanach’ miałyby się odnosić do Warhola. Choć Dylan popadł w konflikt z Warholem właśnie z powodu Sedgwick (oskarżał go o wciągnięcie jej w heroinowy nałóg), to nie jest pewne, czy poznał Sedgwick przed nagraniem utworu.

## Sesje nagraniowe i występy
15 czerwca 1965 odbyła się pierwsza sesja nagraniowa do albumu Highway 61 Revisited w Columbia Studio A, podczas której nagrano 5 wersji tej piosenki. Jedna z nich została wybrana na album. Na płycie acetatowej z pierwszą wersją albumu utwór znalazł się jako pierwsza ścieżka. Jedna z wersji została umieszczona na albumie The Bootleg Series Vol.1–3. Dzień później miała miejsce druga sesja na potrzeby albumu. Zarejestrowano wówczas 15 wersji „Like a Rolling Stone”, z czego tylko 4 ukończono; czwarta wersja została umieszczona na albumie Biograph (1985). 26 lipca 1965 Dylan wystąpił na Newport Folk Festival, gdzie muzyk wykonał „Like a Rolling Stone” (jako jeden z utworów zelektryfikowanych). Tę wersję umieszczono na DVD The Other Side of the Mirror (2007). Nagranie „Like a Rolling Stone” w wykonaniu Dylana, zarejestrowane podczas koncertu w Woodside Bay (okolice miasta Ryde, wyspa Wight, Anglia) 31 sierpnia 1969 roku, umieszczono na podwójnym albumie Self Portrait (1970). 1 stycznia 1972 odbył się koncert grupy The Band w New York Academy of Music w Nowym Jorku; Dylan wykonał z zespołem m.in. tę piosenkę, która ukazała się na reedycji albumu Rock of Age (2000). 18 listopada 1994 w Sony Music Studios w Nowym Jorku zarejestrowano akustyczny koncert; materiał zamieszczono na albumie MTV Unplugged (na DVD ukazał się z zestawem utworów nagranych 17 i 18 listopada). 7 czerwca 2008 Dylan wystąpił w Polsce; podczas koncertu w klubie studenckim „Stodoła” w Warszawie muzyk wykonał ten utwór.

## Dyskografia i wideografia
Singiel
- 1965: „Like a Rolling Stone”/„Gates of Eden” (Hot 100: #2[3])

Albumy
- 1965: Highway 61 Revisited
- 1967: Bob Dylan’s Greatest Hits
- 1970: Self Portrait
- 1974: Before the Flood (wyk. Bob Dylan and the Band)
- 1978: Masterpieces
- 1979: Bob Dylan at Budokan
- 1985: Biograph
- 1991: The Bootleg Series Volumes 1–3 (Rare & Unreleased) 1961–1991
- 1998: The Bootleg Series Vol. 4: Bob Dylan Live 1966, The „Royal Albert Hall” Concert
- 2000: Rock of Ages (wyk. The Band)
- 2005: The Bootleg Series Vol. 7: No Direction Home: The Soundtrack
- 2007: Dylan

Wideografia
- 1971: Eat the Document (także DVD)
- 1986: Hard to Handle (także DVD)
- 2007: The Other Side of the Mirror. Bob Dylan live at the Newport Folk Festival 1963–1965 (film dokumentalny)

## Wersje innych wykonawców
- 1965: The Turtles – It Ain’t Me, Babe
- 1965: Dino, Desi and Billy – I’m a Fool
- 1965: The Four Seasons – Sing Big Hits of Bacharach, David & Dylan; Four Season Big Hits (1988)
- 1965: Gene Norman Group – Dylan Jazz
- 1965: Jerry Murad – What’s Happening Harmonicats
- 1965: Serfs – The Early Bird Café
- 1965: The Surfaris – It Ain’t Me, Babe
- 1965: Billy Strange – Folk Rock Hits
- 1966: The Young Rascals – The Young Rascals
- 1966: The Wailers – singiel; The Wailing Wailers at Studio One, Volume 2
- 1966: Billy Lee Riley – Funk Harmonica
- 1967: Cher – The Sonny Side of Cher; Bang Bang and Other Hits (1992)
- 1967: Sebastian Cabot – Cabot, Actor – Bob Dylan, Poet
- 1968: Calliope – Steamed
- 1968: The Rotary Connection – Rotary Connection
- 1969: The Arbors – I Can’t Quit Her
- 1970: Hugo Montenegro – Dawn of Dylan
- 1971: The Undisputed Truth – The Undisputed Truth
- 1972: Paper Lace – First Edition
- 1973: The Jimi Hendrix Experience – Soundtrack Recordings; Jimi Plays Monterey (1986); Live & Unreleased: The Radio Show (1998); Live at Monterey (2007)
- 1975: Bettina Jonic – The Bitter Mirror
- 1975: Spirit – Spirit of '76; Live at La Paloma (1995)
- 1979; Brakes – For Why You Kicka My Donkey
- 1980: Johnny Winter – Raisin’ Cain
- 1982: Creation – How Does It Feel to Feel?
- 1982: Bad News Reunion – Last Orders Please
- 1983: Invictas – Au Go Go
- 1983: Wolfgang Ambros and Fendrich – Open Air
- 1990: Rich Lerner – Performs Songs by Bob Dylan; Napoleon in Rags (2001)
- 1993: John Mellencamp na albumie Boba Dylana i różnych wykonawców The 30th Anniversary Concert Celebration
- 1993: Judy Collins – Judy Sings Dylan... Just Like a Woman
- 1993: Mystery Tramps – singiel
- 1993: The Outcasts – Live!/Standing Room Only
- 1994: Mick Ronson – Heaven and Hull
- 1995: The Rolling Stones – Stripped
- 1995: Hugues Aufray – Aufray Trans Dylan
- 1996: Lester Flatt and Earl Scruggs – 1964-1969, Plus
- 1976: Neil Young – With Spirit in Santa Monica
- 1998: The Paragons – Sing the Beatles and Bob Dylan
- 1998: Insol – Insol
- 1999: Nancy Sinatra – How Does It Feel
- 1999: Black 47 – Live in New York City
- 1999: Gerard Quintana and Jordi Batiste – Els Miralls de Dylan
- 1999: David West na albumie różnych wykonawców Pickin’ on Dylan
- 2000: Michel Montecrossa – Born in Time
- 2000: Tiny Tim – Live! At the Royal Albert Hall
- 2001: Patricia O’Callaghan – Real Emotional Girl
- 2002: Peter Himmelman na albumie różnych wykonawców Alive at Twenty-five: The Telluride Bluegrass Festival’s Silver Anniversary
- 2002: Robyn Hitchcock – Robyn Sings
- 2003: Todd Rubenstein – The String Quartet Tribute to Bob Dylan
- 2003: Barb Jungr – Waterloo Sunset
- 2009: Green Day – Like A Rolling Stone
- 2018: Julia Marcell – Like A Rolling Stone – Bob Dylan cover